# Служба Державного Протоколу та Церемоніалу
Служба Державного Протоколу та Церемоніалу — самостійний структурний підрозділ Офісу  Президента України.  

## Статус
Служба вносить пропозиції щодо планування, забезпечення організації та проведення протокольних, церемоніальних та інших заходів за участю Президента України, зарубіжних візитів та робочих поїздок Глави держави по Україні, а також здійснює підготовку, узгодження та реалізацію програм візитів в Україну глав іноземних держав, урядів, керівників міжнародних організацій та інших високих іноземних посадових осіб, які прибувають з візитами на запрошення Президента України. Служба забезпечує координацію стосовно дотримання протокольних правил, норм, звичаїв і традицій при проведенні заходів структурними підрозділами з питань протоколу інших органів державної влади України, центральних та місцевих органів виконавчої влади України, органів місцевого самоврядування, консультативних, дорадчих та інших допоміжних органів і служб, утворених Президентом України, і надає, в разі потреби, відповідну методичну допомогу з питань протокольно-церемоніального реагування. Робота Служби спрямовується Керівником Офісу Президента України.
Служба Державного Протоколу та Церемоніалу створена Указом Президента України №-484/2020 від 4 листопада 2020 року замість Департаменту з питань Державного Протоколу та Церемоніалу Офісу Президента України.

## Цілі та місія
З метою обстоювання та просування зовнішньополітичних цілей та національних інтересів України на міжнародній арені, Служба покликана забезпечити створення сприятливої атмосфери та умов для досягнення змістовних результатів у ході проведення двосторонніх та багатосторонніх заходів на найвищому рівні. Ще одним завданням є належне представлення української історичної та культурної спадщини дипломатичними засобами міжкультурного обміну задля досягнення взаєморозуміння між країнами та народами.

## Керівництво
Керівника служби призначає та звільняє з посади в установленому порядку Керівник Апарату Офісу Президента України. З 10 вересня 2014 року до 21 вересня 2020 року посаду обіймав Мельник Ярослав Володимирович. 
Керівник має першого заступника і заступника. До складу Служби входить відділ міждержавних заходів, відділ церемоніалу і відділ внутрішньодержавних заходів та офіційного листування.
Протокол в Україні регулюється Указом Президента України від 22 серпня 2002 року N 746/2002, яким затверджено Положення про Державний Протокол та Церемоніал України.
Наразі, обов'язки керівника служби виконує Брусило Ігор Миколайович, який одночасно обіймає посаду заступника керівника Офісу Президента України.

## Розташування
Служба розміщується в унікальній пам'ятці архітектури, знаменитому "Будинку з химерами" (Будинок архітектора Городецького) (вулиця Банкова, 10), який має статус Офіційної резиденції Президента України, де проводяться міжнародні, офіційні та інші заходи за участю Глави держави (зустрічі, прийоми, церемонії, переговори, прес-конференції тощо). 
В Будинку облаштовані Зала вірчих грамот, Зала для підписання, Мала переговорна зала, Велика переговорна зала, Обідня зала, Велика обідня зала, Гостьова кімната, Приватна кімната. Також є зала «тет-а-тет», де проводяться зустрічі віч-на-віч, у світлих блакитних тонах із китайськими мотивами — «китайська» кімната.

## Галерея

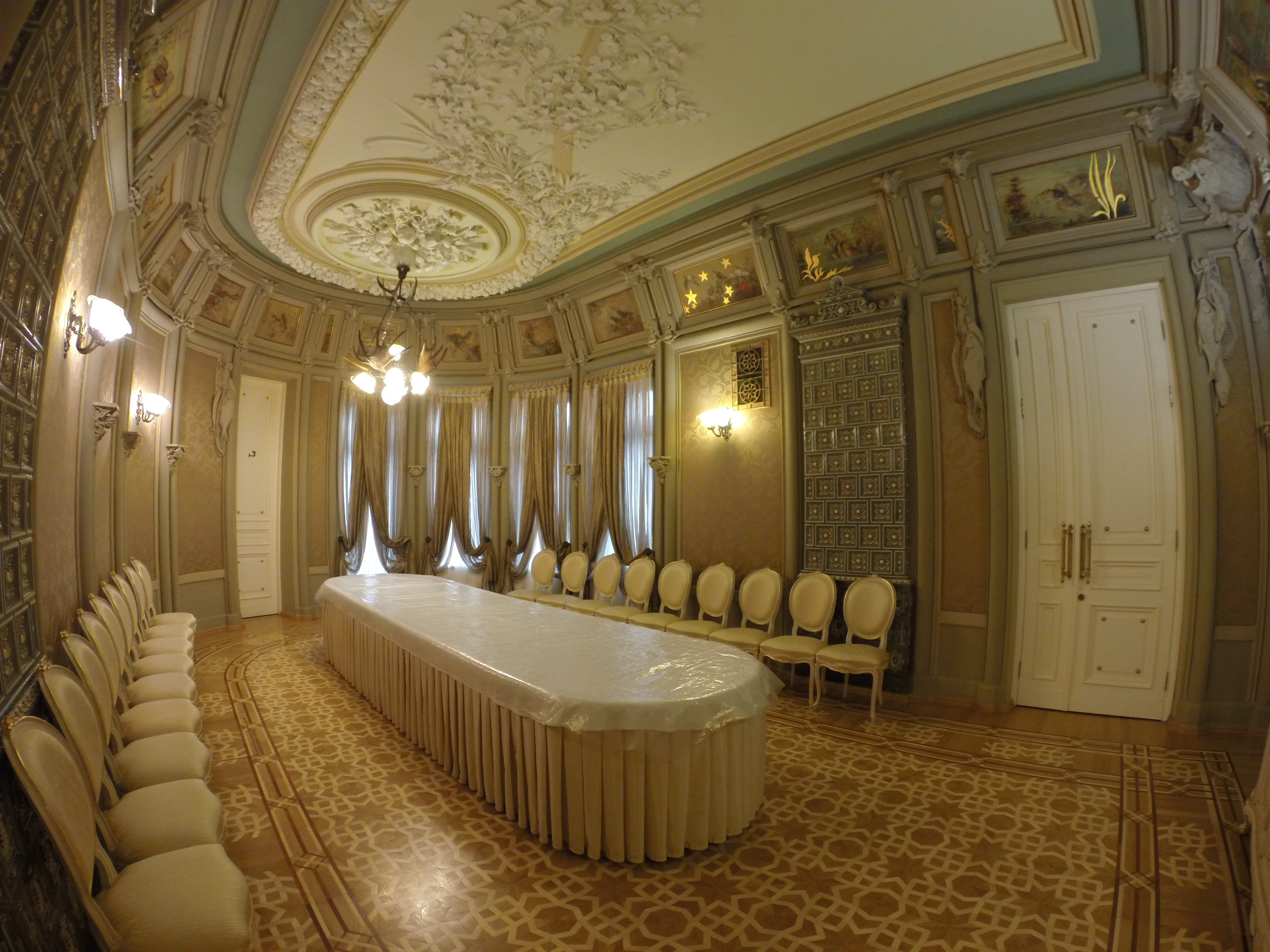
Обідня зала
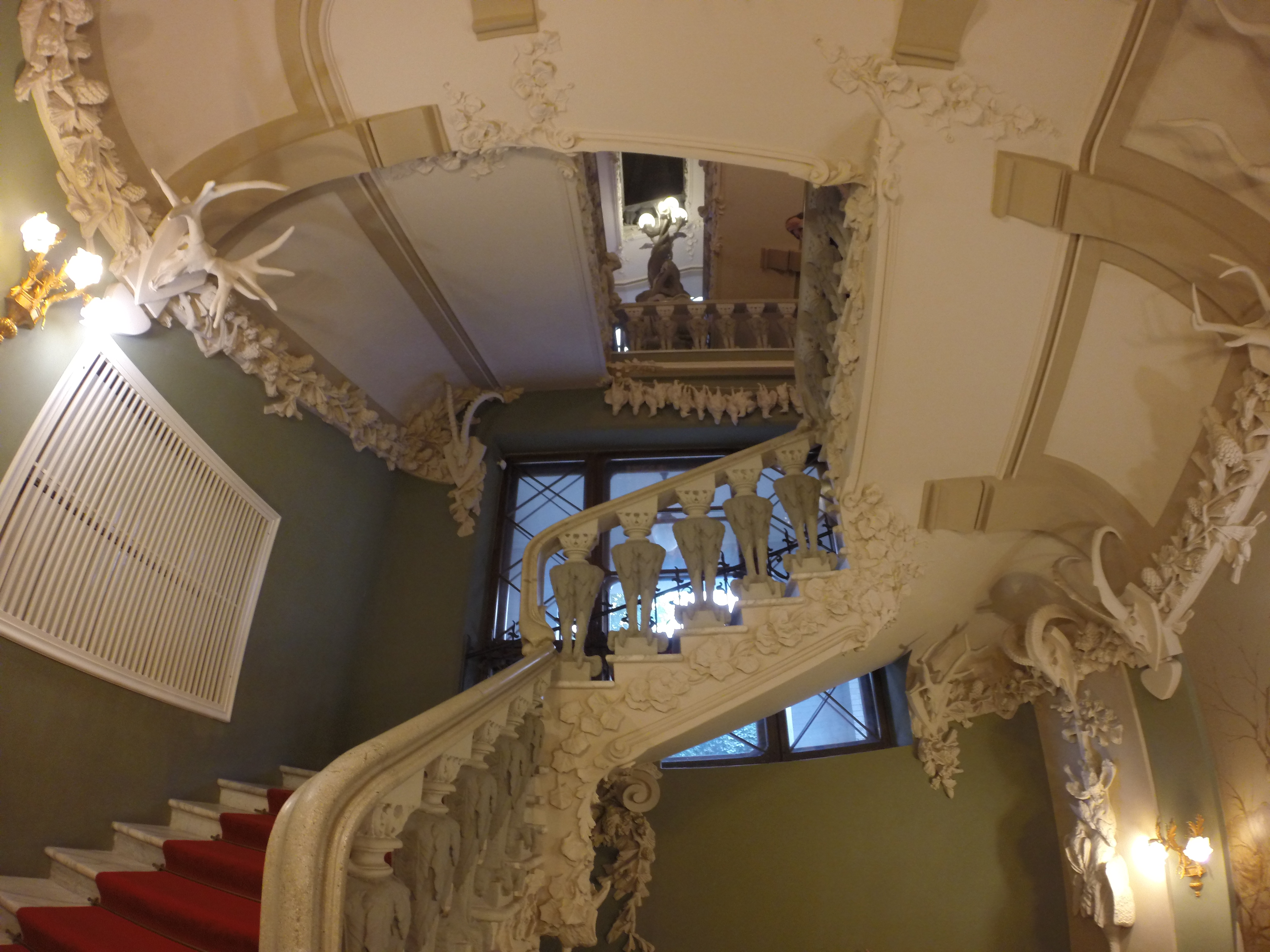
Ліплений декор на внутрішніх центральних сходах
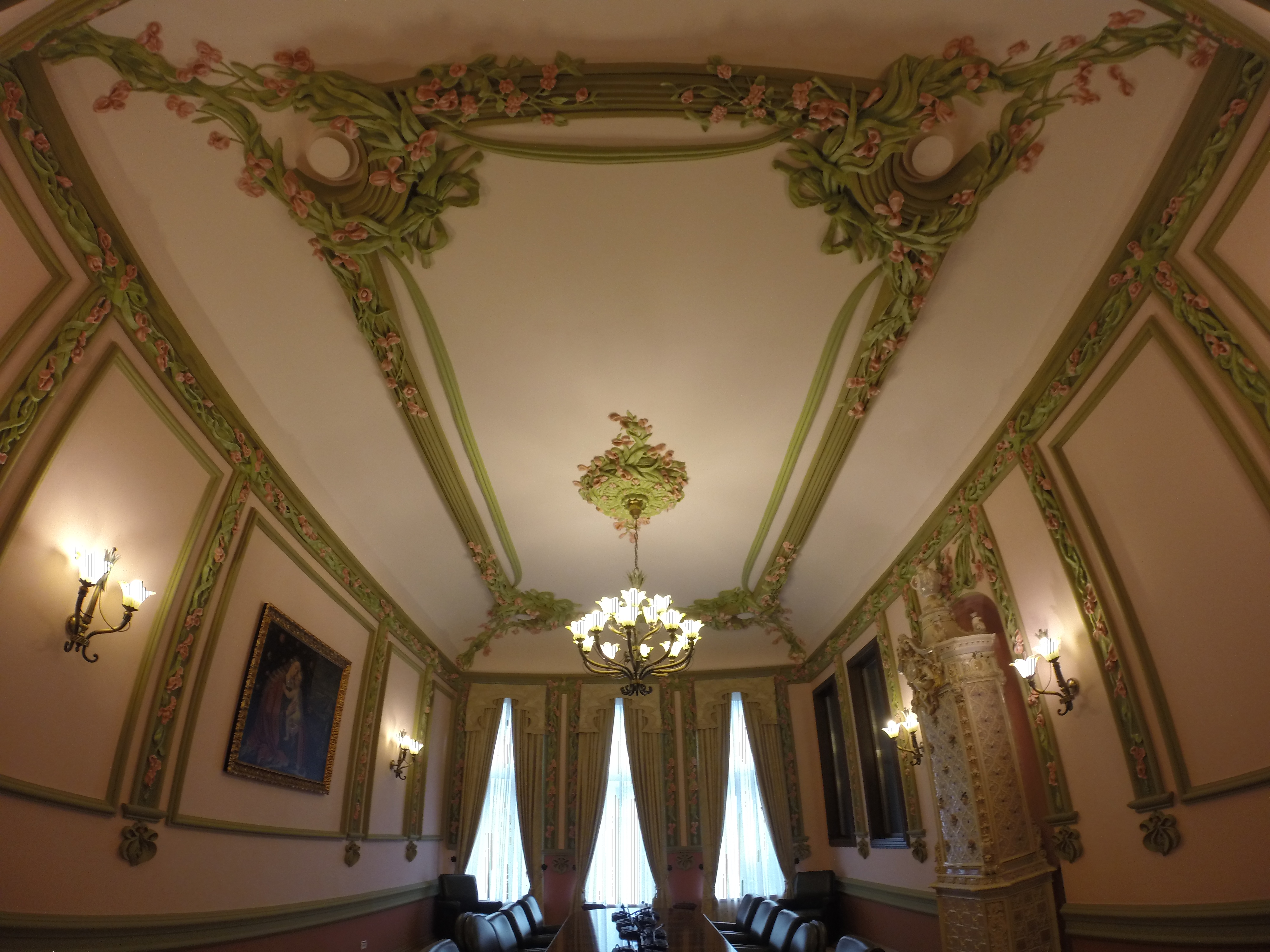
Мала переговорна зала
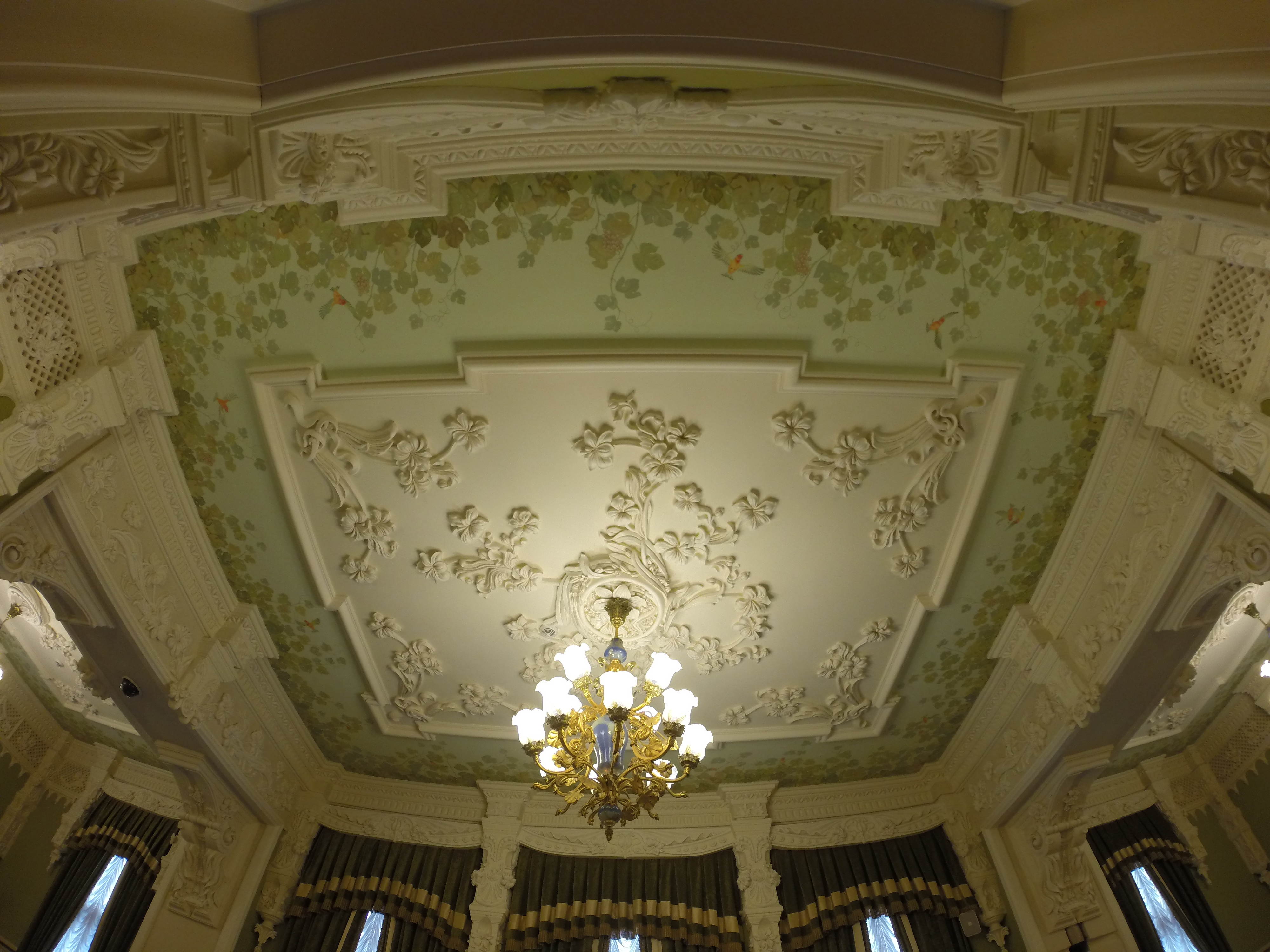
Інтер'єр та внутрішнє оздоблення Будинку